# Mathilde de Saxe (1863-1933)
Ne doit pas être confondu avec Mathilde de Saxe.
La princesse Mathilde de Saxe (en allemand, Mathilde Marie Auguste Viktorie Leopoldine Karoline Luise Franziska Josepha Prinzessin von Sachsen), née le 19 mars 1863 à Dresde, et morte le 27 mars 1933 à Dresde , est la troisième fille du roi Georges Ier de Saxe et de Marie-Anne de Portugal, un membre de la Maison de Wettin, ainsi qu'une artiste peintre.
Elle est également la tante maternelle du dernier empereur d'Autriche Charles Ier.

## Biographie

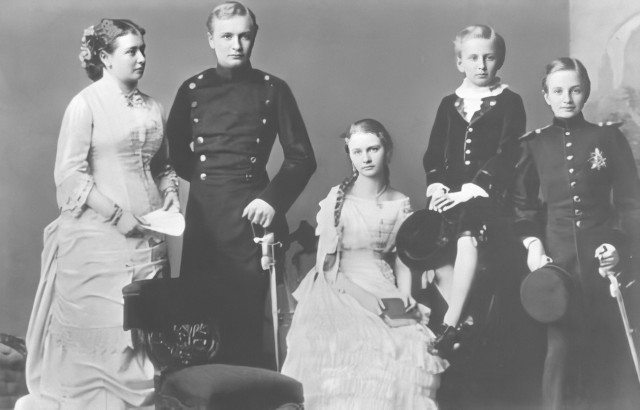
La fratrie vers 1880

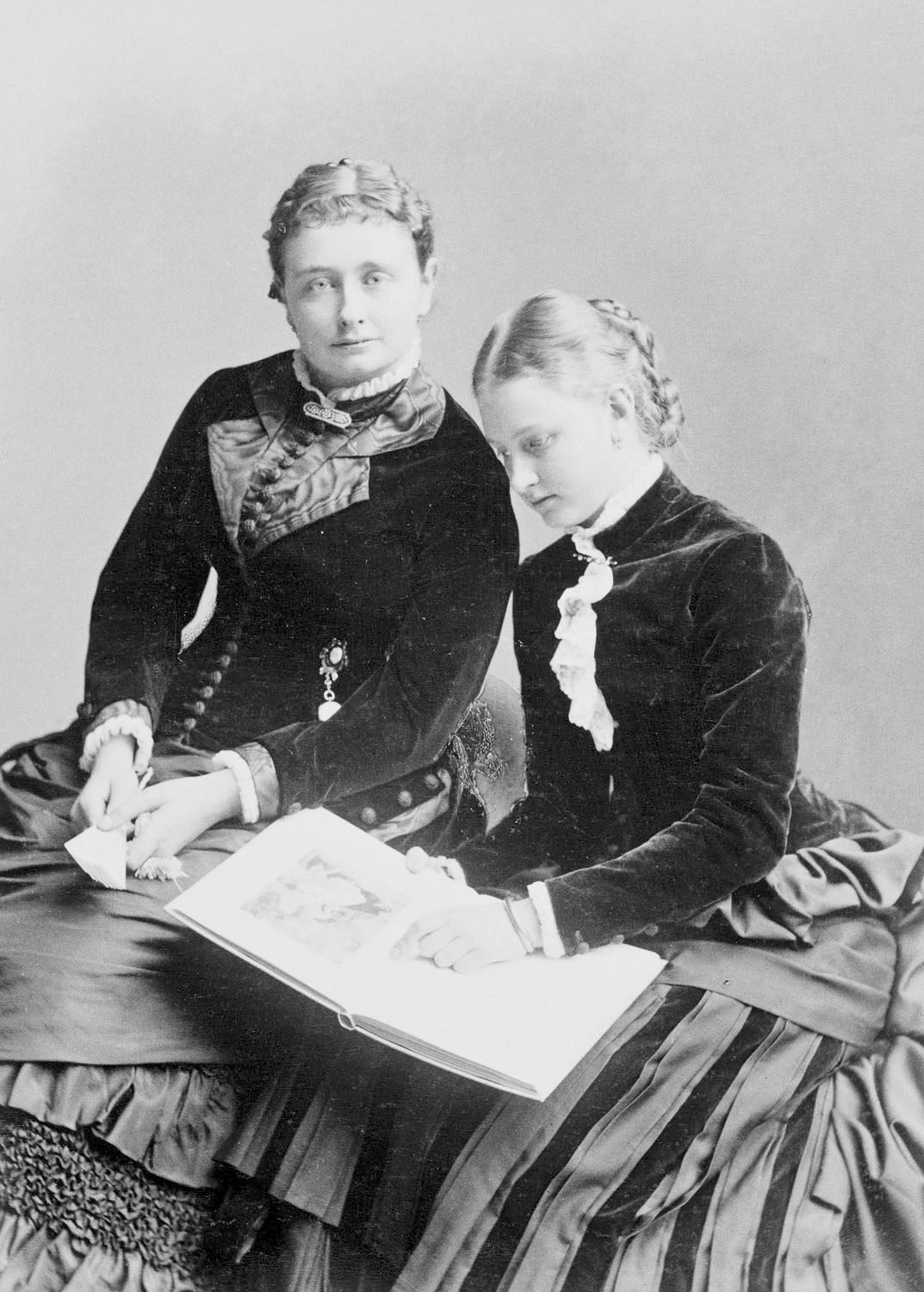
Mathilde et sa sœur Marie-Josèphe de Saxe vers 1883

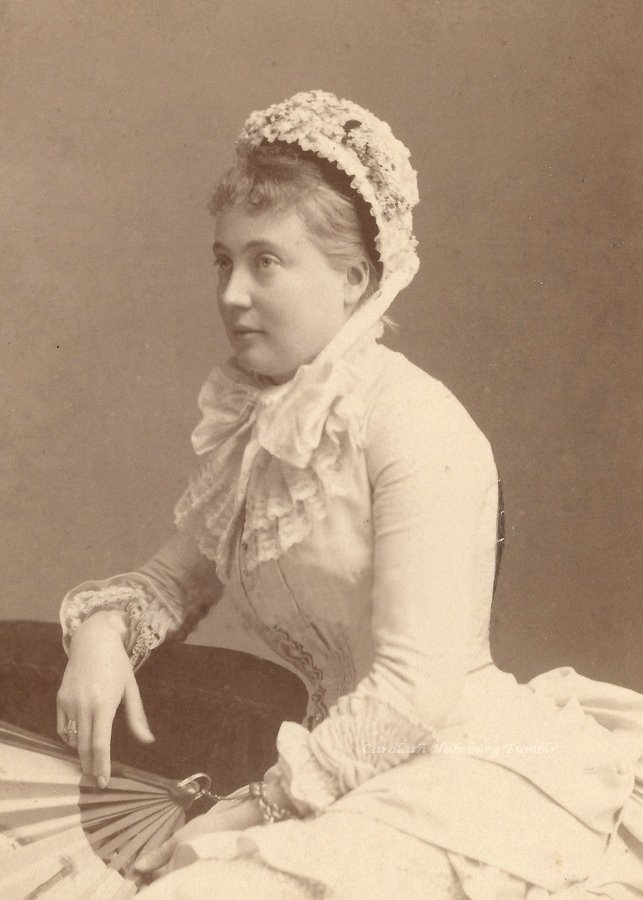
La princesse Mathilde vers 1880.

### Contexte familial
La princesse naît dans une famille marquée par les deuils. En effet, la plupart des enfants du roi Jean Ier de Saxe et de la reine née Amélie de Bavière, ses grands-parents, meurent à la fleur de l'âge. La famille maternelle de la petite princesse est également marquée par la mort précoce de ces princes. 
Elle est la troisième enfant du prince Georges, fils cadet du roi Jean Ier. Dans la mesure où le prince royal Albert de Saxe et son épouse née princesse Caroline de Vasa n'ont pas d'enfant, la descendance du prince Georges est appelée à régner un jour sur la Saxe. L'aînée des enfants, Marie-Jeanne (1860-1861) est morte au berceau. La seconde, Élisabeth (1862-1863) mourra peu après la naissance de Mathilde qui devient dès lors l'aînée de la fratrie. Après elle, naîtront cinq enfants, dont le futur Frédéric-Auguste III.  

### Contexte politique
Aux deuils qui éprouvent la famille royale s'ajoutent les défaites militaires et politiques. En 1866, la Saxe, alliée de l'Autriche, est vaincue par la Prusse et doit entrer dans la Confédération de l'Allemagne du Nord. En 1870, les princes de Saxe se distinguent pendant la guerre franco-prussienne notamment lors de la bataille de Saint-Privat. La Saxe devient un des États de l'Empire Allemand dominée par la Prusse.

### Projets matrimoniaux
Réputée pour sa gentillesse malgré une beauté moyenne, la princesse était destinée à épouser le Kronprinz héritier Rodolphe d'Autriche. Malgré l'amitié et l'estime que le couple impérial portait aux princes de Saxe, le choix se posera sur la princesse Stéphanie de Belgique, créant quelques tensions entre les deux cours pourtant unies par des liens de familles proches. 
Le roi Jean meurt en 1873, le prince royal Albert devient roi. La mère de la princesse meurt en 1884.
L'archiduc-héritier d'Autriche étant mort prématurément dans des conditions douteuses en 1889, l'héritier du trône austro-hongrois est désormais le frère de l'empereur, l'archiduc Charles-Louis d'Autriche, lequel a trois fils dont l'aîné, l'archiduc François-Ferdinand d'Autriche, de santé fragile, semble promis à une fin précoce. Le second fils, l'archiduc Othon, menant une vie de débauche, sa famille pense l'assagir en le mariant prestement à une princesse raisonnable et pieuse. C'est la jeune sœur de Mathilde qui est choisie, Marie-Josèphe de Saxe (1867-1944). Elle donne deux fils à la couronne, mais son mari, surnommé "le bel Archiduc", continuera ses frasques.

### Les années sombres
La princesse Mathilde, se sentant délaissée, s'aigrit. Maintenant connue pour sa mauvaise humeur, elle est la moins populaire des membres de la Maison Royale de Saxe[réf. nécessaire]. Elle cherche dès lors quelque consolation dans l'alcool et sera bientôt surnommée « Schnaps-Mathilde. » Néanmoins, ayant avec bonheur appris la peinture, ses œuvres illustrent des cartes postales vendues à des fins charitables. 
L'oncle de Mathilde, le roi Albert meurt en 1902 et son père Georges ceint la couronne pour seulement deux ans car il meurt prématurément à 72 ans. Le frère de Mathilde devient le roi Frédéric-Auguste III de Saxe en 1904. Il était marié à Louise, une archiduchesse d'Autriche de la branche de Toscane qui l'avait quitté en 1903 pour suivre son amant. Le scandale fut énorme.
La monarchie saxonne s'effondre lors la défaite de 1918. La princesse Mathilde meurt le 27 mars 1933 à l'âge de 70 ans.

## Phaléristique
Sidonie de Saxe est : 
- Dame noble de l'ordre de la Croix étoilée, Autriche-Hongrie.
- Dame grand-croix de l'Ordre royal de Sainte-Isabelle de Portugal.